# Дудка, Анатолий Свиридович
Анатолий Свиридович Дудка (16 августа 1948, Лычково, Днепропетровская область — 31 января 2017, Киев) — советский и украинский театральный актёр и режиссёр, Народный артист Украины (2012).

## Биография
Родился 16 августа 1948 года в селе Лычково Магдалиновского района Днепропетровской области.
В 1972 году окончил Днепропетровское театральное училище (педагог О. Галун) по специальности актёр музыкально-драматического театра. В 1988 году окончил Высшие режиссёрские курсы в Москве (мастерская А. Гончарова).
В 1972—1974 годах играл в Закарпатском украинском музыкально-драматическом театре в Ужгороде. В 1974—1976 годах — актёр Балашовского драматического театра в городе Балашов. В 1976—1990 годах выступал в Криворожском городском театре драмы и музыкальной комедии имени Т. Г. Шевченко.
В 1997 году переехал в Днепропетровск и до 2009 года служил в Днепропетровском украинском молодёжном театре. 
С 2009 года был актёром и режиссёром Днепропетровского театра драмы и комедии. 
Занимался концертной деятельностью. Был депутатом Днепропетровского областного совета, заместителем Председателя правления Днепропетровского межобластного отделения Национального союза театральных деятелей.
Умер 31 января 2017 года в Киеве на 69 году жизни во время срочной операции на сердце в Национальном институте сердечно-сосудистой хирургии имени Н. М. Амосова.

## Творческая деятельность

### Актёр
- «Мой бедный Марат» Алексей Арбузов — Леонидик
- «В списках не значился» по роману Бориса Васильева — Плужников
- «Маленькие комедии» («Медведь») А. Чехова — Григорий Степанович Смирнов, нестарый помещик
- «Сильва» Имре Кальмана — граф Бони Канчиану
- «Марица» Имре Кальмана — Тасилло, Зупан
- «Летучая мышь» Иоганна Штрауса — Генрих фон Айзенштайн; Доктор Фальк, нотариус
- «Житейское море» И. Карпенко-Карого — Иван Барильченко
- «Чума на оба ваши дома!» Григория Горина — Монтекки
- «Квітень у новорічну ніч» Г. Кунцева — Професор, Гіжурі
- «Собор» по роману О. Гончара — Дмитрий Яворницкий, Изот Лобода
- «Моисей» по Ивану Франко — Мойсей
- «Письма любви» В. Губаренко — лирический герой

#### Днепропетровский театр драмы и комедии
- «Мир дому твоему» Шолом-Алейхема — урядник
- «Сердце не камень» А. Островского — купец Каркунов
- «На всякого мудреца довольно простоты» А. Островского — Крутицкий
- «Ханума» А. Цагарели — князь
- «Свадебный марш» В. Азерникова — Георгий
- «Пылкий влюблённый» Н. Саймона — Барни
- «Секрет вечной молодости» К. Чапека — Ярослав Прус
- «Леди на день» О. Данилова — мэр Нью-Йорка
- «Палата бизнес-класса» А. Коровкина — Разницкий
- «Иные духом» А. Калиниченко — граф Капнист
- «Мазепа — гетман Украины» по произведениям Богдана Лепкого — Иван Мазепа

### Режиссёр
- 1986 — «Принцесса и свинопас» Ханса Кристиана Андерсена
- 1996 — «Оперетта — любовь моя» по Иоганну Штраусу и Имре Кальману 
  - «Цыган-премьер» Имре Кальмана
- 1998 — «Кошкин дом» С. Маршака
- 2000 — «Аленький цветочек» по С. Т. Аксакову
- 2002 — «Брысь!» Валерия Зимина
- 2003 — «Летучая мышь» Иоганна Штрауса
- 2004 — «Королевская корова» Л. Титова, А. Староторжский

## Награды
- Премия комсомола Кривбасса (1 декабря 1977);
- Заслуженный артист Украинской ССР (1984);
- Народный артист Украины (23.02.2012)[4];
- Международная премия имени П. Орлика за роль Мазепы в спектакле «Мазепа — гетман Украины» (1995, Днепровский театр драмы и комедии);
- Премия Министерства культуры Украины «За лучший детский спектакль» за режиссуру спектакля для детей «Брысь!» В. Зимина.